# Valdemaqueda
Valdemaqueda é um município da Espanha na província e comunidade autónoma de Madrid, de área 52,2 km² com população de 843 habitantes (2007) e densidade populacional de 13,94 hab/km².

## Demografia
| Variação demográfica do município entre 1991 e 2004 | Variação demográfica do município entre 1991 e 2004 | Variação demográfica do município entre 1991 e 2004 | Variação demográfica do município entre 1991 e 2004 |
| --------------------------------------------------- | --------------------------------------------------- | --------------------------------------------------- | --------------------------------------------------- |
| 1991                                                | 1996                                                | 2001                                                | 2004                                                |
| 469                                                 | 553                                                 | 611                                                 | 728                                                 |